# Ricky Januarie
Enrico Ricardo Januarie, detto Ricky (Hopefield, 2 gennaio 1982), è un rugbista a 15 sudafricano, mediano di mischia del Rugby Athlétique Club Châteauroux e campione del mondo nel 2007 con gli Springbok.

## Biografia
Professionista dal 2002, esordì nei Boland Cavaliers in Currie Cup e nei Lions in Super Rugby; debuttò negli Springbok a East London nel 2005 in un test match contro l'Uruguay, realizzando anche una delle 21 mete con cui il Sudafrica vinse l'incontro per 134-3.
Fece parte della selezione sudafricana alla Coppa del Mondo di rugby 2007, manifestazione nella quale scese in campo in due incontri, e al termine della quale si laureò campione del mondo; nella stagione successiva passò alla franchise professionistica degli Stormers, nella quale milita tuttora.
Nell'autunno 2009 gli Stormers concessero al club gallese degli Ospreys, in Celtic League, il prestito del giocatore per due mesi al fine di far fronte alle carenze di organico susseguenti a una serie di infortuni.
Nel giugno 2011 ha firmato un contratto per la neopromossa squadra di prima divisione francese del Lione; al trasferimento ha fatto seguito anche l'annuncio del ritiro di Januarie dall'attività internazionale a soli 29 anni dopo 47 presenze negli Springbok.

## Palmarès
- Coppe del mondo: 1
Sudafrica : 2007
- Celtic League: 1
Ospreys : 2009-10